# Trofors
Trofors es una localidad de la provincia de Nordland en la región de Nord-Norge, Noruega. Al 1 de enero de 2017 tenía una población estimada de 824 habitantes.
Se encuentra ubicada en la costa noroccidental de la península escandinava, cerca del fiordo Ofotfjord.
Allí es donde habita el popular grupo noruego Marcus & Martinus, conocidos a nivel mundial tras su gira por Europa Moments Tour.